# Wuhan Open 2024
Il Wuhan Open 2024, conosciuto anche come Dongfeng Voyah Wuhan Open per motivi di sponsorizzazione, è stato un torneo di tennis giocato sul cemento. È stata la 7ª edizione del Wuhan Open, che fa parte della categoria WTA 1000 nell'ambito del WTA Tour 2024. Si è giocato all'Optics Valley International Tennis Center di Wuhan, in Cina, dal 7 al 13 ottobre 2024. È stata la prima edizione del torneo dal 2019, che negli anni era stato sospeso a causa della pandemia di COVID-19 e dal caso della tennista cinese Peng Shuai, mentre negli ultimi due anni era stato sostituito dal Guadalajara Open WTA.

## Partecipanti al singolare

### Teste di serie
| Nazionalità | Giocatrice          | Ranking* | Testa di serie |
| ----------- | ------------------- | -------- | -------------- |
|             | Aryna Sabalenka     | 2        | 1              |
| Stati Uniti | Jessica Pegula      | 3        | 2              |
| Italia      | Jasmine Paolini     | 5        | 3              |
| Stati Uniti | Coco Gauff          | 6        | 4              |
| Cina        | Zheng Qinwen        | 7        | 5              |
| Stati Uniti | Emma Navarro        | 8        | 6              |
| Rep. Ceca   | Barbora Krejčíková  | 10       | 7              |
|             | Dar'ja Kasatkina    | 11       | 8              |
| Brasile     | Beatriz Haddad Maia | 12       | 9              |
|             | Anna Kalinskaja     | 14       | 10             |
|             | Ljudmila Samsonova  | 15       | 11             |
|             | Diana Šnajder       | 16       | 12             |
| Ucraina     | Marta Kostjuk       | 18       | 13             |
| Spagna      | Paula Badosa        | 19       | 14             |
| Croazia     | Donna Vekić         | 20       | 15             |
|             | Mirra Andreeva      | 22       | 16             |

* Ranking al 23 settembre 2019.

### Altre partecipanti
Le seguenti giocatrici hanno ricevuto una wild card per il tabellone principale:
- Jaqueline Cristian
- Alex Eala
- Katie Volynets
- Wang Xiyu

La seguenti giocatrici sono entrate in tabellone con il ranking protetto:
- Irina-Camelia Begu
- Ajla Tomljanović
- Zhang Shuai

Le seguenti giocatrici sono passate dalle qualificazioni:

- Hailey Baptiste
- Anna Bondár
- Cristina Bucșa
- Mai Hontama
- Camila Osorio
- Bernarda Pera
- Lesja Curenko
- Moyuka Uchijima

Le seguenti giocatrici sono state ripescate in tabellone come lucky loser:
- Ėrika Andreeva
- Lucia Bronzetti
- Clara Burel
- Kamilla Rachimova

#### Ritiri
Prima del torneo
- ‡  Viktoryja Azaranka → sostituita da  Zhang Shuai
- §  Paula Badosa → sostituita da  Lucia Bronzetti
- ‡  Danielle Collins → sostituita da  Ashlyn Krueger
- ‡  Caroline Garcia → sostituita da  Irina-Camelia Begu
- ‡  Ons Jabeur → sostituita da  Amanda Anisimova
- §  Karolína Muchová → sostituita da  Kamilla Rachimova
- †  Linda Nosková → sostituita da  Magdalena Fręch
- ‡  Jeļena Ostapenko → sostituita da  Karolína Muchová
- ‡  Anastasija Pavljučenkova → sostituita da  Èlina Avanesyan
- ‡  Karolína Plíšková → sostituita da  Wang Xinyu
- ‡  Elena Rybakina → sostituita da  Peyton Stearns
- ‡  Maria Sakkarī → sostituita da  Sofia Kenin
- §  Peyton Stearns → sostituita da  Clara Burel
- ‡  Lulu Sun → sostituita da  Ėrika Andreeva
- ‡  Elina Svitolina → sostituita da  Marie Bouzková
- ‡  Iga Świątek → sostituita da  Diane Parry
- †  Markéta Vondroušová → sostituita da  Caroline Dolehide

‡ - non inclusa nella entry list

† - inclusa nella entry list

§ - ritirata dal tabellone principale

Durante il torneo
- Amanda Anisimova
- Lesja Curenko
- Anastasija Potapova

## Partecipanti doppio WTA

### Teste di serie
| Nazione       | Giocatrice               | Nazione       | Giocatrice            | Ranking* | Testa di serie |
| ------------- | ------------------------ | ------------- | --------------------- | -------- | -------------- |
| Canada        | Gabriela Dabrowski       | Nuova Zelanda | Erin Routliffe        | 6        | 1              |
| Stati Uniti   | Nicole Melichar-Martinez | Australia     | Ellen Perez           | 21       | 2              |
| Stati Uniti   | Caroline Dolehide        | Stati Uniti   | Desirae Krawczyk      | 22       | 3              |
| Italia        | Sara Errani              | Italia        | Jasmine Paolini       | 28       | 4              |
| Belgio        | Elise Mertens            | Cina          | Zhang Shuai           | 36       | 5              |
| Taipei cinese | Chan Hao-ching           |               | Veronika Kudermetova  | 40       | 6              |
| Paesi Bassi   | Demi Schuurs             | Brasile       | Luisa Stefani         | 45       | 7              |
| Stati Uniti   | Sofia Kenin              | Stati Uniti   | Bethanie Mattek-Sands | 47       | 8              |

* Ranking al 23 settembre 2024.

### Altre partecipanti
Le seguenti coppie di giocatrici hanno ricevuto una wild card per il tabellone principale:
- Jaqueline Cristian /  Kamilla Rachimova
- Tang Qianhui /  Wang Xiyu

La seguente coppia di giocatrici è subentrata in tabellone come alternate:
- Èlina Avanesyan /  Olivia Gadecki

#### Ritiri
Prima del torneo
- Harriet Dart /  Ashlyn Krueger → sostituite da  Èlina Avanesyan /  Olivia Gadecki

## Punti
| Evento    | V    | F   | SF  | QF  | 3T   | 2T   | 1T | Q    | Q2   | Q1   |
| Singolare | 1000 | 650 | 390 | 215 | 120  | 65*  | 10 | 30   | 20   | 2    |
| Doppio    | 1000 | 650 | 390 | 215 | N.D. | 120* | 10 | N.D. | N.D. | N.D. |

* I giocatori con un bye ricevono i punti del primo turno.

## Montepremi
| Torneo    | V        | F        | SF       | QF      | 3T      | 2T      | 1T      | Q2     | Q1     |
| Singolare | 525115 $ | 309280 $ | 159439 $ | 73193 $ | 36568 $ | 20714 $ | 14846 $ | 8828 $ | 4624 $ |
| Doppio*   | 154640 $ | 86980 $  | 46715 $  | 24165 $ | N.D.    | 13693 $ | 9128 $  | N.D.   | N.D.   |

* per team

## Campionesse

### Singolare
Aryna Sabalenka ha sconfitto in finale  Zheng Qinwen con il punteggio di 6-3, 5-7, 6-3.
- É il diciassettesimo titolo in carriera per Sabalenka, il quarto stagionale.

### Doppio
Anna Danilina /  Irina Chromačëva hanno sconfitto in finale  Asia Muhammad /  Jessica Pegula con il punteggio di 6-3, 7-6(6).